# Sommer-Paralympics 1960
Die I. Paralympischen Sommerspiele – damals noch unter dem Namen International Stoke Mandeville Games – wurden vom 18. September bis 25. September 1960 in der italienischen Hauptstadt Rom ausgetragen. Sie begannen sieben Tage nach Beendigung der XVII. Olympischen Sommerspiele an den gleichen Wettkampfstätten. Die Paralympics sind die Olympischen Spiele für Menschen mit körperlicher Behinderung. Zu den Wettbewerben waren zunächst nur querschnittgelähmte Sportler zugelassen. 400 Athleten aus 23 Nationen nahmen an den Wettbewerben in acht Sportarten teil.

## Zeremonien

### Eröffnungsfeier
Die Eröffnungsfeier der Paralympics 1960 fand am 18. September 1960 vor rund 5000 Zuschauern im Stadion Acqua Acetosa statt. Der italienische Minister für Öffentliche Gesundheit Camillo Giardina erklärte damals die Spiele für eröffnet.

### Schlussfeier
Die Abschlussfeier fand am 25. September 1960 in Anwesenheit der Schirmherrin der Spiele, Donna Carla Gronchi und Sir Ludwig Guttmann im Palazzo dello Sport im olympischen Dorf statt. Guttmann fasste die Spiele so zusammen: „Die große Mehrheit der Wettbewerber und Begleitpersonen hat es verstanden, die Re-Integration von Querschnittgelähmten in die Gesellschaft und in die Welt des Sports zu ermöglichen.“

## Sportarten
Das Wettkampf-Programm umfasste insgesamt acht Sportarten, die für querschnittgelähmte Sportler als geeignet eingestuft wurden:
- Bogenschießen
- Dartchery
- Leichtathletik
- Rollstuhlbasketball
- Rollstuhlfechten
- Schwimmen
- Snooker
- Tischtennis

## Teilnehmer
Folgende Nationen haben Sportler zu den Paralympischen Spielen gesendet (in Klammern die Anzahl der Athleten):
| Europa (165 Athleten aus 15 Nationen)                                          | Europa (165 Athleten aus 15 Nationen)                      | Europa (165 Athleten aus 15 Nationen)                                         |
| ------------------------------------------------------------------------------ | ---------------------------------------------------------- | ----------------------------------------------------------------------------- |
| - Belgien (12) - Deutschland (9) - Finnland (1) - Frankreich (11) - Irland (1) | - Israel (7) - Italien (27) - Malta (6) - Niederlande (13) | - Norwegen (11) - Österreich (19) - Schweiz (6) - Vereinigtes Königreich (42) |
| Amerika (32 Athleten aus 2 Nationen)                                           |                                                            |                                                                               |
| - Argentinien (9)                                                              | - Vereinigte Staaten (23)                                  |                                                                               |
| Ozeanien (11 Athleten aus 1 Nation)                                            |                                                            |                                                                               |
| - Australien (11)                                                              |                                                            |                                                                               |
| Afrika (1 Athlet aus 1 Nation)                                                 |                                                            |                                                                               |
| - Rhodesien (1)                                                                |                                                            |                                                                               |